# Irena Habalik
Irena Habalik (* 13. Januar 1955 in Libiąż, Polen) ist eine österreichische Schriftstellerin.

## Leben und Werk
Irena Habalik wuchs in der Nähe von Krakau auf. Unzufrieden mit dem kommunistischen Regime, verließ sie Polen 1974 und ging in die Schweiz, wurde jedoch von der  Fremdenpolizei abgeschoben. Eher zufällig landete sie in Wien, wo ihr ein Bleiberecht eingeräumt wurde. Nach Jahren des mühsamen Aufbaus der eigenen Existenz und des Erlernens der deutschen Sprache studierte sie Dolmetschen und Publizistik an der Universität Wien und war viele Jahre für Amnesty International tätig.
Irena Habalik verfasst Lyrik, Kurzprosa und Aphorismen. Sie veröffentlichte Gedichte in Zeitungen (u. a. NZZ, Falter) Literaturzeitschriften (z. B. Literatur und Kritik, Lichtungen, Bawülon) und Anthologien (Versnetze u. a.). 1999 erschien das erste Gedichtbuch Überall ist ein Land, dessen zentrales Thema das Leben in der Fremde ist.
Die Gedichte klingen oft humorvoll, locker, ironisch. […] Dem Wort an sich kommt in der Lyrik von Irena Habalik eine besondere Bedeutung zu. Sie kann es spielerisch verwenden, in  provozierende Redewendungen einbinden, in besondere, kombinatorische, manchmal ironisch verdrehte Fügungen eingliedern.
Irena Habalik lebt in Wien.

## Einzeltitel
- Überall ist ein Land. Edition Thurnhof, Horn 1999, ISBN 3-900678-40-5.
- Poesie Quadriga N° 3. Mit Margrit Brunner, Ruth Werfel und Eva Christina Zeller. Edition Isele, Eggingen 2014, ISBN 978-3-86142-585-4.
- Aus dem Laub fallen Worte. Ars Littera, Books on Demand, Norderstedt 2014, ISBN 978-3-7357-4161-5.
- Vom Glück der Mücken. Free Pen Verlag, Bonn 2015, ISBN 978-3-945177-22-8.
- Aus dem Rahmen fällt ein Bild, Free Pen Verlag, Bonn 2015, ISBN 3-945177-54-5.
- Wenn es mir im Herzen grünt. Gedichte und Aphorismen. Free Pen Verlag, Bonn 2016, ISBN 978-3-945177-39-6.
- Male dein Schweigen. Gedichte. Pop Verlag, Ludwigsburg 2021, ISBN 978-3-86356-325-7.

## Herausgabe
- Männergeschichten, Frauengeschichten um Liebe und Erotik. Verlag Winfried Richter, München 1985, ISBN 978-3-88855-011-9.

## Anthologien (Auswahl)
- Christoph Buchwald und Dagmara Kraus (Hrsg.): Jahrbuch der Lyrik 2020. Verlag Schöffling & Co., Frankfurt am Main 2020.
- Axel Kutsch (Hrsg.): Versnetze. Deutschsprachige Lyrik der Gegenwart. Verlag Ralf Liebe, Weilerswist 2011–2021.
- Werner Bucher und Jolanda Fäh (Hrsg.): Poesie Agenda. orte Verlag, Schwellbrunn 2008–2022.
- Shafiq Naz (Hrsg.): Der deutsche Lyrikkalender. Alhambra Publishing, Bertem 2009–2011.
- Helmuth A. Niederle (Hrsg.): Die Fremde in mir. Lyrik und Prosa der österreichischen Volksgruppen und Zuwanderer. Hermagoras Verlag, Klagenfurt 1999.
- Roland Vetter (Hrsg.): Scherz, Satire, Ironie und tiefere Bedeutung. FDA Hessen, Bamberg 1993.
- Ferdinand Laholli (Hrsg.): Literarischer Dialog. Zweisprachige Online-Anthologie. Albanisch / Deutsch.  Bückeburg 2016.
- Roswitha Schieb und Rosemarie Zens (Hrsg.): Zugezogen. Flucht und Vertreibung – Erinnerungen der zweiten Generation. Verlag Ferdinand Schoeningh, Paderborn 2016.
- Literaturzeitschriften: Bawülon, Freibord, Krautgarten, orte, Poesiealbum neu, Signum, Literatur und Kritik, Das Gedicht, Federwelt u. a. m.

## Auszeichnungen
- 1985: 3. Preis beim literarischen Preisausschreiben für Autoren nichtdeutscher Muttersprache der Robert-Bosch-Stiftung
- 1987: Theodor-Körner-Preis
- 2002: Lyrikpreis Schreiben zwischen den Kulturen (Wien)
- 2006: Lyrikpreis Christine-Busta-Lyrik-Wettbewerb (Wien)